# Гибель Фауста
«Гибель Фауста» (фр. La damnation de Faust) — французский немой короткометражный фильм Жоржа Мельеса. Фильм вышел в 1898 году на заре немого кино.